# رافائل ایروندو
رافائل ایروندو (انگلیسی: Rafael Iriondo; ۲۴ اکتبر ۱۹۱۸ – ۲۴ فوریهٔ ۲۰۱۶) بازیکن فوتبال اهل اسپانیا بود.
از باشگاه‌هایی که در آن بازی کرده‌است می‌توان به باشگاه فوتبال مغرب تطوان، باشگاه فوتبال رئال سوسیداد، باشگاه فوتبال رئال بتیس، و باشگاه فوتبال اتلتیک بیلبائو اشاره کرد.
وی همچنین در تیم ملی فوتبال اسپانیا بازی کرده‌است.